# Премия журнала Empire (1997)
2-я церемония награждения кинопремии «Империя» за заслуги в области кинематографа за 1996 год. Была проведена 5 марта 1997 года в Лондоне.

## Победители и номинанты
Ниже представлен список победителей.
| Лучший фильм                 | Лучший британский фильм                                                               |
| ---------------------------- | ------------------------------------------------------------------------------------- |
| - Семь                       | - На игле                                                                             |
| Лучший режиссёр              | Лучший британский режиссёр                                                            |
| - Терри Гиллиам — 12 обезьян | - Дэнни Бойл — На игле                                                                |
| Лучшая мужская роль          | Лучший британский актёр                                                               |
| - Морган Фримен — Семь       | - Юэн Макгрегор — На игле                                                             |
| Лучшая женская роль          | Лучшая британская актриса                                                             |
| - Фрэнсис Макдорманд — Фарго | - Бренда Блетин — Тайны и ложь                                                        |
| Лучший дебют                 | Honorary Awards                                                                       |
| - Юэн Бремнер — На игле      | - Empire Inspiration Award: Monty Python - Lifetime Achievement Award: Фредди Фрэнсис |

### Несколько наград
| Число награда | Фильм   |
| ------------- | ------- |
| 4             | На игле |
| 2             | Семь    |